# Юрьевское (Костромская область)
Юрьевское — деревня в Чухломском муниципальном районе Костромской области. Входит в состав Повалихинского сельского поселения

## География
Находится в северной части Костромской области на расстоянии приблизительно 10 км на северо-восток по прямой от города Чухлома, административного центра района.

## История
В 1872 году здесь было учтено 17 дворов, в 1907 году — 20.

## Население
Постоянное население составляло 108 человек (1872 год), 103 (1897), 96 (1907), 9 в 2002 году (русские 100 %), 1 в 2022.